# Macchia Lucchese e Tenuta Borbone
La Macchia Lucchese, conosciuta anche come Pineta di Levante di Viareggio, è una delle sette tenute del Parco naturale di Migliarino, San Rossore e Massaciuccoli, situata nella zona costiera più settentrionale del parco stesso. Non presenta il tipico aspetto della macchia mediterranea poiché il clima umido che la contraddistingue determina un ambiente naturale con caratteristiche atipiche per la zona.
Al suo interno si trova la Tenuta Borbone la cui formazione risale al 1819 ad opera della duchessa Maria Luisa di Borbone.

## Storia
Nell'antichità il territorio della Macchia Lucchese era caratterizzato da inondazioni e formazioni di paludi che lo rendevano inadatto agli insediamenti umani.
Il suolo essenzialmente acquitrinoso costituiva un habitat ideale per lo sviluppo delle zanzare portatrici di malaria ma anche per la fauna sempre più minacciata oggi. La distruzione cominciò nel XV secolo, a causa delle opere di bonifica intraprese dai lucchesi per popolarlo.
Nel 1513 la Repubblica di Lucca favorì lo sviluppo della città di Viareggio, un piccolo borgo dotato di un scalo marittimo che essi potenziarono e ristrutturarono. Viareggio raggiunse così un discreto sviluppo demografico e urbanistico, anche se le bonifiche non riuscirono ad eliminare del tutto la malaria dal territorio.
Verso la fine del XVII secolo fu deciso il rimboschimento della fascia litoranea che nei decenni precedenti era stata fortemente disboscata nel tentativo di combattere la diffusione della zanzare anofele e fu impiantata quella vasta pineta che si trova tuttora tra la costa e le città di Viareggio e Torre del Lago.
Nel 1819 la nascita della Tenuta Borbone sottrasse ad una parte del territorio la vocazione collettiva che aveva avuto fino ad allora, poiché Maria Luisa di Borbone, duchessa di Lucca, espropriò una buona parte del territorio costiero a sud di Viareggio per realizzare un grande complesso residenziale in cui spicca la monumentale Villa Borbone, progettata come residenza di caccia per Maria Luisa.
nel XX secolo venne definitivamente distrutta la palude attraverso opere di bonifica realizzate con moderni mezzi meccanici che in pochi anni bonificarono 40 km² di zone umide a nord e a sud di Massaciuccoli, fino a giungere all'epoca attuale in cui Viareggio e Torre del Lago hanno visto un grande sviluppo turistico e balneare

## Territorio
Si estende su un grande tombolo che separa dal mare il bacino di Massaciuccoli, nel territorio del comune di Viareggio, tra la città di Viareggio e quella di Torre del Lago.
La vicinanza delle Alpi Apuane, caratterizzate da un'elevata piovosità, conferisce a questo territorio caratteristiche con elementi subatlantici, responsabili della forte presenza in passato di zone umide.

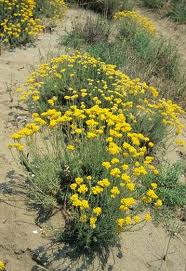
Elicriso

## Flora
La Macchia Lucchese presenza essenzialmente tre tipi di ambienti naturali che si succedono in sequenza: la spiaggia, le lame retrodunali e il bosco litoraneo.
La spiaggia presenta piante pioniere ed endemismi come la verga d'oro (Solidago Litoralis) e il profumato elicriso (Helicrysum stoechas).
Le lame sono le zone umide vicino alle dune costiere spesso caratterizzate anche da una certa salinità. Il bosco litoraneo separa il lago di Massaciuccoli dalle antiche dune e anticamente ricopriva l'intero tombolo costiero. Esso presenta vegetazione caducifoglie nelle lame interne e piante sempreverdi nelle zone più asciutte.

## Fauna
La spiaggia è frequentata nella stagione invernale da passeriformi di passaggio in Italia come lo zigolo delle nevi (Plectrophenax nivalis) e lo zigolo gola rossa (Emberiza leucocephalos), oltre a uccelli marini del Nord che svernano qui come sule, strolaghe e orchi marini.
Nidificano nel retroduna il succiacapre (Caprimulgus europaeus) e la calandrella (Calandrella brachydactila).
Le lame ospitano pesci adattabili ad ambiente salino come la gambusia, introdotta nel XX secolo per combattere la malaria. Sono presenti inoltre la biscia d'acqua (Natrix natrix) e due specie di tritoni (Triturus vulgaris e Triturus cristatus).
Il bosco costituisce l'habitat ideale per predatori come volpi, donnole, puzzole e faine che si nutrono di roditori (ratti, ghiri, moscardini e scoiattoli). Diffuso anche il tasso.